# عصام معروف
عصام معروف مهندس، وعالم فضاء مصري-أمريكي، يعمل بوكالة ناسا، وشارك في إعداد رحلة الفضاء فويجر إلى كواكب المشتري، زحل، أورانس، ونبتون والتي امتدت حتى عام 1989، يتولى منصب نائب عميد كلية الهندسة للأبحاث بجامعة سان جوزيه بولاية كاليفورنيا الأمريكية، والمنسق الرئيسى منذ عشر سنوات بين الجامعة، ووكالة ناسا للفضاء في برنامج رحلة كاسيني-هويجنز الدولية.

## حياته
تخرج من كلية الهندسة، جامعة الإسكندرية، في عام 1965 من قسم الهندسة الكهربائية وحصل على درجة الماجستير عام 1968، ثم غادر مصر إلى الولايات المتحدة الأمريكية عام 1969 ليحصل على درجة الدكتوراه من جامعة ستافورد بكاليفورنيا.